# Bakov nad Jizerou
Bakov nad Jizerou är en stad i Tjeckien.   Den ligger i regionen Mellersta Böhmen, i den centrala delen av landet, 60 km nordost om huvudstaden Prag. Bakov nad Jizerou ligger 222 meter över havet och antalet invånare är 4 417.
Terrängen runt Bakov nad Jizerou är huvudsakligen platt, men åt nordost är den kuperad. Bakov nad Jizerou ligger nere i en dal.Runt Bakov nad Jizerou är det tätbefolkat, med 550 invånare per kvadratkilometer. Närmaste större samhälle är Mladá Boleslav, 8,3 km söder om Bakov nad Jizerou. Trakten runt Bakov nad Jizerou består till största delen av jordbruksmark.